# Zbór Śląskiego Kościoła Ewangelickiego Augsburskiego Wyznania w Gródku
Zbór Śląskiego Kościoła Ewangelickiego Augsburskiego Wyznania w Gródku – zbór (parafia) luterańska w Gródku, należąca do senioratu jabłonkowskiego Śląskiego Kościoła Ewangelickiego Augsburskiego Wyznania, w kraju morawsko-śląskim, w Czechach. W 2016 liczył 204 wiernych.
Gródek należał uprzednio do zboru w Nawsiu. Kaplicę na cmentarzu ewangelickim wybudowano w 1923 a poświęcono w roku następnym. Podczas IV Regularnego Synodu, który odbył się 25 czerwca 1950 roku, zdecydowano o podzieleniu dotychczasowych zbyt dużych zborów i założeniu nowych, w tym również w Gródku. Pierwszym pastorem został Karel Krzywoń. Po usamodzielnieniu się zboru kaplicę rozbudowano. W 1968 wybudowano dom zborowy w pobliżu kościoła. W 1978 roku kościół otynkowano nowym tynkiem. 